# Ita Idoberga
Ita Idoberga, també escrit com a Itta, Ita Iduberga o Ida de Nivelles, (Austràsia ?, 592. - Nivelles, 8 de maig del 652) fou l'esposa de Pipí de Landen, i després la fundadora de l'abadia de Nivelles. És venerada com a santa per l'Església catòlica.

## Família
Els documents contemporanis no parlen sobre el seu origen familiar. Els Annals Laubienses, redactats al segle xi la diuen sortida d'una família senatorial d'Aquitània i germana de sant Modoald, bisbe de Trèveris a la primera meitat del segle vii. Al segle vii, la Vita Modoaldi atribueix a sant Modoald una germana, santa Severa, abadessa, i una neboda, santa Modesta, abadessa de Œren a Trèveris.
Els historiadors moderns es divideixen en la valoració d'aquestes dades tardanes, que alguns accepten. altres les rebutgen Les informacions genealògiques són insuficients per a precisar l'ascendència d'Ita Itoberga. L'única persona coneguda que portava el nom de Modoald fou un bisbe de Langres contemporani del bisbe de Trèveris; el nom de Modesta no estava llavors gaire estès i Sidoni Apol·linar només el coneix com a sobrenom. Els noms de Severa i Sever, molt habituals a la Gàl·lia romana, es van fer més rars durant l'Alta Edat Mitjana. L'únic portador conegut a la mateixa època, mort el 578, no permet enunciar una hipòtesi.
Més recentment, K. A. Eckhardt, ha descartat aquestes informacions tardanes i, comprovant que els fills de Pipí i d'Ita porten noms agilolfings (Grimoald, Gertruda i potser Gerberga, dels quals l'hipocorístic és probablement Begga) ha proposat de veure en Ita una descendent de Waldrada, reina dels francs, esposa successiva dels reis francs Teodobald i Clotari I, després de Garibald I de Baviera, primer duc de Baviera. Se'n troben genealogies que fan d'Ita Idoberga una filla de Grimoald (555 † 592, fill de Teodobald i de Waldrada) i d'una altra Ita (filla de Sever, duc d'Aquitània). Però aquestes conclusions han estat després refutades, i el fet que Pipí de Landen tingués una germana anomenada Waldrada suggereix que el vincle entre els pipinides i els agilolfings passa més aviat per la mare de Pipí.
Segons la Vita Garitrudis abbatissae Nivialencis, redactada al segle vii, era l'esposa de Pipí de Landen i la mare de:
- Grimoald, nascut vers 615, majordom de palau d'Austràsia, assassinat el 657.
- Begga,[11] morta vers 693, esposa d'Ansegisel, ancestre dels carolingis, abadessa d'Andennes després d'enviudar.
- Gertruda o Gertrudis (vers 626 † 659), abadessa de Nivelles

|                             |                             |                                   |                                   |                                   |                                   |                                   |                                   |                               |                               |                               |                               |                               |                               |              |              |                            |                            |                            |                            |                            |                            |                           |                           |                           |                           |                           |                           |  |  |                 |                 |                 |                 |                 |                 |  |  |                         |                         |                         |                         |                         |                         |  |  |  |  |  |  |  |  |  |  |  |  |  |  |  |  |  |  |  |  |  |  |  |  |  |  |  |  |  |  |  |  |
|                             |                             |                                   |                                   |                                   |                                   |                                   |                                   |                               |                               |                               |                               |                               |                               |              |              |                            |                            |                            |                            |                            |                            |                           |                           |                           |                           |                           |                           |  |  |                 |                 |                 |                 |                 |                 |  |  |                         |                         |                         |                         |                         |                         |  |  |  |  |  |  |  |  |  |  |  |  |  |  |  |  |  |  |  |  |  |  |  |  |  |  |  |  |  |  |  |  |
|                             |                             | Pipí de Landen majordom del palau | Pipí de Landen majordom del palau | Pipí de Landen majordom del palau | Pipí de Landen majordom del palau | Pipí de Landen majordom del palau | Pipí de Landen majordom del palau |                               |                               |                               |                               |                               |                               | Ita Idoberga | Ita Idoberga | Ita Idoberga               | Ita Idoberga               | Ita Idoberga               | Ita Idoberga               |                            |                            | Modoald bisbe de Trèveris | Modoald bisbe de Trèveris | Modoald bisbe de Trèveris | Modoald bisbe de Trèveris | Modoald bisbe de Trèveris | Modoald bisbe de Trèveris |  |  | Severa abadessa | Severa abadessa | Severa abadessa | Severa abadessa | Severa abadessa | Severa abadessa |  |  | NN                      | NN                      | NN                      | NN                      | NN                      | NN                      |  |  |  |  |  |  |  |  |  |  |  |  |  |  |  |  |  |  |  |  |  |  |  |  |  |  |  |  |  |  |  |  |
|                             |                             | Pipí de Landen majordom del palau | Pipí de Landen majordom del palau | Pipí de Landen majordom del palau | Pipí de Landen majordom del palau | Pipí de Landen majordom del palau | Pipí de Landen majordom del palau |                               |                               |                               |                               |                               |                               | Ita Idoberga | Ita Idoberga | Ita Idoberga               | Ita Idoberga               | Ita Idoberga               | Ita Idoberga               |                            |                            | Modoald bisbe de Trèveris | Modoald bisbe de Trèveris | Modoald bisbe de Trèveris | Modoald bisbe de Trèveris | Modoald bisbe de Trèveris | Modoald bisbe de Trèveris |  |  | Severa abadessa | Severa abadessa | Severa abadessa | Severa abadessa | Severa abadessa | Severa abadessa |  |  | NN                      | NN                      | NN                      | NN                      | NN                      | NN                      |  |  |  |  |  |  |  |  |  |  |  |  |  |  |  |  |  |  |  |  |  |  |  |  |  |  |  |  |  |  |  |  |
|                             |                             |                                   |                                   |                                   |                                   |                                   |                                   |                               |                               |                               |                               |                               |                               |              |              |                            |                            |                            |                            |                            |                            |                           |                           |                           |                           |                           |                           |  |  |                 |                 |                 |                 |                 |                 |  |  |                         |                         |                         |                         |                         |                         |  |  |  |  |  |  |  |  |  |  |  |  |  |  |  |  |  |  |  |  |  |  |  |  |  |  |  |  |  |  |  |  |
|                             |                             |                                   |                                   |                                   |                                   |                                   |                                   |                               |                               |                               |                               |                               |                               |              |              |                            |                            |                            |                            |                            |                            |                           |                           |                           |                           |                           |                           |  |  |                 |                 |                 |                 |                 |                 |  |  |                         |                         |                         |                         |                         |                         |  |  |  |  |  |  |  |  |  |  |  |  |  |  |  |  |  |  |  |  |  |  |  |  |  |  |  |  |  |  |  |  |
| Grimoald majordom del palau | Grimoald majordom del palau | Grimoald majordom del palau       | Grimoald majordom del palau       | Grimoald majordom del palau       | Grimoald majordom del palau       |                                   |                                   | Gertruda abadessa de Nivelles | Gertruda abadessa de Nivelles | Gertruda abadessa de Nivelles | Gertruda abadessa de Nivelles | Gertruda abadessa de Nivelles | Gertruda abadessa de Nivelles |              |              | Begga x Ansegisel domèstic | Begga x Ansegisel domèstic | Begga x Ansegisel domèstic | Begga x Ansegisel domèstic | Begga x Ansegisel domèstic | Begga x Ansegisel domèstic |                           |                           |                           |                           |                           |                           |  |  |                 |                 |                 |                 |                 |                 |  |  | Modesta abadessa d'Œren | Modesta abadessa d'Œren | Modesta abadessa d'Œren | Modesta abadessa d'Œren | Modesta abadessa d'Œren | Modesta abadessa d'Œren |  |  |  |  |  |  |  |  |  |  |  |  |  |  |  |  |  |  |  |  |  |  |  |  |  |  |  |  |  |  |  |  |
| Grimoald majordom del palau | Grimoald majordom del palau | Grimoald majordom del palau       | Grimoald majordom del palau       | Grimoald majordom del palau       | Grimoald majordom del palau       |                                   |                                   | Gertruda abadessa de Nivelles | Gertruda abadessa de Nivelles | Gertruda abadessa de Nivelles | Gertruda abadessa de Nivelles | Gertruda abadessa de Nivelles | Gertruda abadessa de Nivelles |              |              | Begga x Ansegisel domèstic | Begga x Ansegisel domèstic | Begga x Ansegisel domèstic | Begga x Ansegisel domèstic | Begga x Ansegisel domèstic | Begga x Ansegisel domèstic |                           |                           |                           |                           |                           |                           |  |  |                 |                 |                 |                 |                 |                 |  |  | Modesta abadessa d'Œren | Modesta abadessa d'Œren | Modesta abadessa d'Œren | Modesta abadessa d'Œren | Modesta abadessa d'Œren | Modesta abadessa d'Œren |  |  |  |  |  |  |  |  |  |  |  |  |  |  |  |  |  |  |  |  |  |  |  |  |  |  |  |  |  |  |  |  |
|                             |                             |                                   |                                   |                                   |                                   |                                   |                                   |                               |                               |                               |                               |                               |                               |              |              | carolingis                 |                            |                            |                            |                            |                            |                           |                           |                           |                           |                           |                           |  |  |                 |                 |                 |                 |                 |                 |  |  |                         |                         |                         |                         |                         |                         |  |  |  |  |  |  |  |  |  |  |  |  |  |  |  |  |  |  |  |  |  |  |  |  |  |  |  |  |  |  |  |  |

## Viudetat
Esdevinguda vídua el 640, Ita Idoberga es va retirar per fer vida religiosa. Poc després, el 640 o 647, Sant Amand de Maastricht li reté visita i la va incitar a fundar un monestir. Aquest consell es plasma el 648 o el 649 amb la fundació d'un monestir a Nivelles al ducat de Brabant.
La seva filla Gertruda era un partit interessant, ja que era germana de Grimoald, majordom de palau, i tenia molts pretendents. Per evitar que no fos presa i casada per força, i com la noia volia fer també vida religiosa, Ita va tallar ella mateixa la cabellera de la seva filla i la va nomenar abadessa de Nivelles. La mare i la filla van fer venir a França monjos britànics, probablement d'Anglaterra o d'Irlanda. El monestir es fa llavors doble, amb una congregació de monges al costat d'una congregació de monjos.
Ita hi va morir dotze anys després del seu marit.

## Anècdotes
Segons una llegenda, Ita de Nivelles és en l'origen de la ciutat d'Itteville, on va construir la primera vila cap al 613. La parròquia s'hauria desenvolupat al voltant d'aquesta vil·la, esdevinguda llavors una masoveria. En aquesta època, però, ella i el seu marit vivien a Austràsia i no queda clar la raó per la qual podrien haver construït una vil·la en una regió on no posseïen cap domini i on Pipí no tenia influència política. Aquesta llegenda té probablement el seu origen en l'homonímia entre Ittæ Villa (etimologia d'Itteville) i Itta Idoberga.